# Christopher Lloyd
Christopher Allen Lloyd (Stamford, Connecticut, 22 de octubre de 1938) es un actor estadounidense. Ha interpretado a Doc Emmett Brown en la trilogía de Back to the Future (1985, 1989 y 1990), a Fester Addams en The Addams Family (1991) y Addams Family Values (1993), y al Juez Doom en ¿Quién engañó a Roger Rabbit? (1988). También ha trabajado como actor de voz interpretando a personajes animados, principalmente villanos, como Merlock en Patoaventuras: La película - El tesoro de la lámpara perdida (1990) o Grigori Rasputín en Anastasia (1997).
También ha desarrollado su carrera en televisión, ganando dos Premios Primetime Emmy por su papel de Jim Ignatowski en la serie Taxi (1978-1983). Ganó un tercer Emmy por su aparición especial en la serie Road to Avonlea en 1992. Como actor de voz, ha interpretado a varios personajes en series animadas, como "El Hacker" en la serie de PBS Kids Cyberchase (2002-2015), por la que ha recibido dos nominaciones a los Premios Daytime Emmy, y el leñador en la miniserie de Cartoon Network Más allá del jardín (2015).

## Biografía

### Primeros años

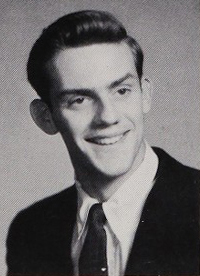
Lloyd en la escuela secundaria en 1955.

Christopher Lloyd nació en Stamford, Connecticut, hijo de Samuel R. Lloyd, un abogado, y Ruth Lapham (la hermana del alcalde de San Francisco, Roger Lapham), una cantante. Su abuelo materno, Lewis Lapham, fue uno de los fundadores de la compañía de combustible Texaco. Lloyd también es descendiente del pasajero del Mayflower John Howland. Asistió a The Fessenden School, una prestigiosa escuela preparatoria en Newton, Massachusetts. Creció en New Canaan y Westport, donde en 1958 se graduó en la Staples High School.
Su madre, heredera de la fortuna de los Lapham, donó el hogar ancestral de su familia, Waveny Park, al pueblo de New Canaan.

### Carrera como actor
Lloyd comenzó a actuar con 14 años como aprendiz durante un verano. Tomó clases en Nueva York con 19 años, algunas en el Neighborhood Playhouse junto a Sanford Meisner. Apareció en varios musicales de Broadway, incluyendo Happy End, A Midsummer Night's Dream, Red, White and Maddox, Kaspar, The Harlot and the Hunted, The Seagull, Total Eclipse, Macbeth, In the Boom Boom Room, Cracks, Professional Resident Company, What Every Woman Knows, And They Put Handcuffs on the Flowers, The Father, King Lear y Power Failure.
El primer papel importante de Lloyd en las películas fue el de un paciente psiquiátrico en One Flew Over the Cuckoo's Nest. Sin embargo, puede ser más recordado por sus papeles como Reverendo Jim Ignatowski, el ex-hippie taxista en Taxi, y el excéntrico inventor "Doc" Emmett Brown en Back to the Future. También desempeñó papeles notables como el comandante Kruge Klingon en Star Trek III: En busca de Spock, el profesor Dimple en un episodio de Road to Avonlea, o al tío Fétido en The Addams Family.
Apareció en un juego para PC de 1996, llamado Toonstruck, en el cual actuó de protagonista transportado en un mundo de dibujos animados, y también fue un personaje regular en el sitcom de Pamela Anderson, Stacked. Lloyd ha hecho numerosos papeles en programas de TV durante su carrera. Por ejemplo, un episodio de Malcolm in the Middle, donde interpreta al excéntrico abuelo paternal de Malcolm. También interpretó al Constitucionalista Lawrence Lessig (el cual en la vida real es veintitrés años más joven que Lloyd) en un episodio de la sexta temporada de The West Wing.
Muchos de sus papeles parecen orientarse hacia la revelación cómica, así como hiperactivo con los caracteres del Reverendo Jim o del Dr. Emmett Brown, o como conservadores tensos por ejemplo en The Dream Team and Mr. Mom. Lloyd ha demostrado carácter considerable como actor dramático, en películas tales como Things to Do in Denver When You're Dead, como un personaje leproso e ingenioso.
Lloyd fue “Chevalier knighted de l'Ordre du Corbeau” (literalmente “caballero de la orden del cuervo”) en Bélgica en el BIFFF (Festival internacional de Bruselas de las películas fantásticas) el 12 de abril de 2007. Apareció en persona, respondió a las preguntas de la audiencia y firmó artículos seleccionados.
El 4 de junio de 2007, Lloyd apareció durante la apertura de Microsoft TechEd 2007 como el personaje del Dr. Emmett Brown de Back to the Future, como gancho cómico para Bob Muglia, primer vicepresidente de Microsoft.
En el año 2010, Lloyd se prestó como actor de voz en el videojuego de Telltale Games Back to the Future: The Game, donde de nuevo se encargó de interpretar al Dr. Emmett Brown.
Siguiendo esta línea, en el 2011 fue contratado como el personaje del Dr. Emmett Brown de Back to the Future por la empresa argentina de electrodomésticos Garbarino, para hacer una campaña publicitaria y, a pedido de él, ver tango. El sueldo cobrado (200 mil dólares estadounidenses) lo donó a la fundación de Michael J. Fox. También trabajó para Nike, en la campaña "Back for the Future" en beneficio a la fundación de su amigo Michael J. Fox.

### Vida privada

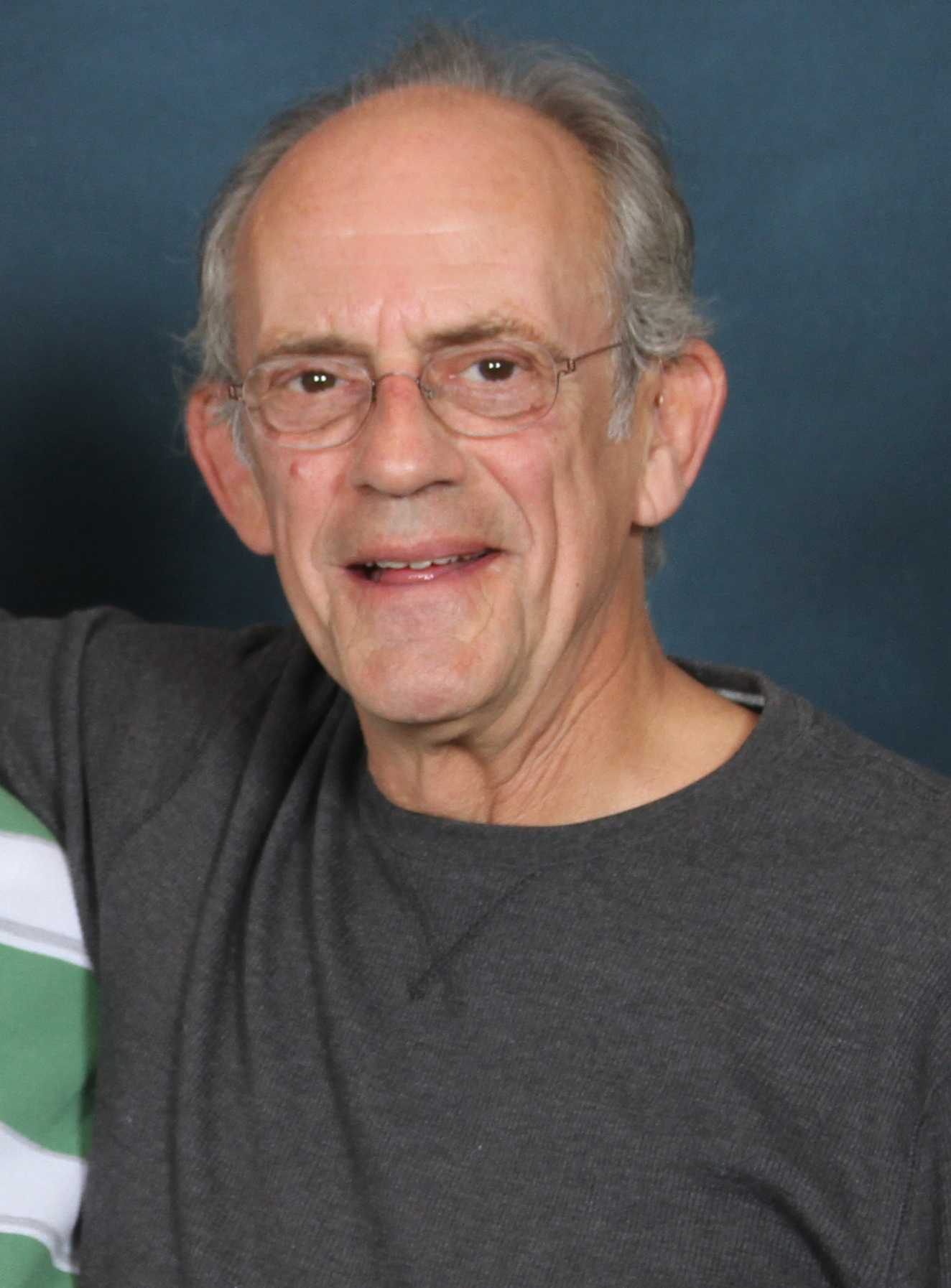
Lloyd en octubre de 2011.

Lloyd raramente aparece en público o es entrevistado. Algunos de sus mejores amigos, coestrellas y seguidores que lo han conocido lo describen como un hombre muy tímido y tranquilo. Ha estado casado cuatro veces pero nunca tuvo hijos. Actualmente está divorciado. Su sobrino, Sam Lloyd, es conocido por interpretar a Ted Buckland, el abogado en la serie Scrubs. En noviembre de 2008, su casa de Montecito, California, fue destruida en el incendio de Montecito Tea.
En el año 2009, en una entrevista durante la proyección de la trilogía de Back to the Future en Hollywood, le preguntaron a Lloyd cuál de las películas de Back to the Future era su favorita. Respondió: "la tercera, porque es un western y soy fanático de ese género, y segundo, porque tiene una historia de amor. Siempre había querido estar en una historia de amor y en esta tuve la posibilidad de estar en medio de una". Casi un año después, asistió al Tampa Theatre en una proyección de Back to the Future, donde volvió a ser entrevistado. En mayo de 2014 participó como invitado especial en la Comic Con Chile firmando autógrafos y fotografiándose con sus fanes.

## Filmografía

### Cine
| Año  | Título                                                       | Personaje                           | Observaciones                      |
| ---- | ------------------------------------------------------------ | ----------------------------------- | ---------------------------------- |
| 1975 | One Flew Over the Cuckoo's Nest                              | Max Taber                           |                                    |
| 1977 | Another Man, Another Chance                                  | Jesse James                         | No acreditado                      |
| 1978 | Three Warriors                                               | Steve Chaffey                       |                                    |
| 1978 | Goin' South                                                  | Oficial Towfield                    |                                    |
| 1979 | Butch and Sundance: The Early Days                           | Bill Tod Carver                     |                                    |
| 1979 | The Lady in Red                                              | Frognose                            |                                    |
| 1979 | The Onion Field                                              | Abogado de la prisión               |                                    |
| 1980 | The Black Marble                                             | Arnold el colector                  |                                    |
| 1980 | Schizoid                                                     | Gilbert                             |                                    |
| 1981 | The Legend of the Lone Ranger                                | Mayor Bartholomew "Butch" Cavendish |                                    |
| 1981 | The Postman Always Rings Twice                               | El vendedor                         |                                    |
| 1981 | National Lampoon's Movie Madness                             | Samuel Starkman                     | Segmento: "Municipalians"          |
| 1983 | Mr. Mom                                                      | Larry                               |                                    |
| 1983 | To Be or Not to Be                                           | Capitán Schultz                     |                                    |
| 1984 | Star Trek III: en busca de Spock                             | Comandante Kruge                    |                                    |
| 1984 | The Adventures of Buckaroo Banzai Across the 8th Dimension   | John Bigbooté                       |                                    |
| 1984 | National Lampoon's Joy of Sex                                | Entrenador Hindenberg               |                                    |
| 1985 | Back to the Future                                           | Dr. Emmett "Doc" Brown              |                                    |
| 1985 | Clue                                                         | Profesor Plum                       |                                    |
| 1986 | Miracles                                                     | Harry                               |                                    |
| 1987 | Walk Like a Man                                              | Reggie Shand / Henry Shand          |                                    |
| 1987 | The Legend of the White Horse                                | Jim Marvin                          |                                    |
| 1988 | Track 29                                                     | Henry Henry                         |                                    |
| 1988 | ¿Quién engañó a Roger Rabbit?                                | Juez Doom                           |                                    |
| 1988 | Eight Men Out                                                | Bill Burns                          |                                    |
| 1989 | The Dream Team                                               | Henry Sikorsky                      |                                    |
| 1989 | Back to the Future Part II                                   | Dr. Emmett "Doc" Brown              |                                    |
| 1990 | Back to the Future Part III                                  | Dr. Emmett "Doc" Brown              |                                    |
| 1990 | Why Me?                                                      | Bruno Daley                         |                                    |
| 1990 | Patoaventuras: La película - El tesoro de la lámpara perdida | Merlock (voz)                       |                                    |
| 1991 | Back to the Future: The Ride                                 | Dr. Emmett "Doc" Brown              | Simulador de parque de atracciones |
| 1991 | Suburban Commando                                            | Charlie Wilcox                      |                                    |
| 1991 | The Addams Family                                            | Tío Fétido/Tío Lucas/Gordon Craven  |                                    |
| 1993 | Twenty Bucks                                                 | Jimmy                               |                                    |
| 1993 | Dennis the Menace (Daniel el travieso en español)            | Switchblade Sam                     |                                    |
| 1993 | Addams Family Values                                         | Tío Fétido/Tío Lucas                |                                    |
| 1994 | Angels in the Outfield                                       | Al "The Boss" Angel                 |                                    |
| 1994 | Camp Nowhere                                                 | Dennis Van Welker                   |                                    |
| 1994 | Radioland Murders                                            | Zoltan                              |                                    |
| 1994 | The Pagemaster                                               | Mr. Dewey / The Pagemaster          |                                    |
| 1995 | Mr. Payback: An Interactive Movie                            | Ed Jarvis                           | Cortometraje                       |
| 1995 | Things to Do in Denver When You're Dead                      | Pieces                              |                                    |
| 1996 | Cadillac Ranch                                               | Wood Grimes                         |                                    |
| 1997 | Anastasia                                                    | Grigori Rasputin (voz)              |                                    |
| 1997 | Changing Habits                                              | Theo Teagarden                      |                                    |
| 1997 | Dinner at Fred’s                                             | Papá                                |                                    |
| 1998 | The Real Blonde                                              | Ernst                               |                                    |
| 1998 | The Animated Adventures of Tom Sawyer                        | Juez Thatcher (voz)                 |                                    |
| 1999 | Mi marciano favorito                                         | Tío Martin                          |                                    |
| 1999 | Convergence                                                  | Morley Allen                        |                                    |
| 1999 | Baby Geniuses                                                | Heep                                |                                    |
| 1999 | Man on the Moon                                              | Él mismo                            | Cameo                              |
| 2001 | Kids World                                                   | Leo                                 |                                    |
| 2002 | Interstate 60: Episodes of the Road                          | Ray                                 |                                    |
| 2002 | Wish You Were Dead                                           | Bruce                               |                                    |
| 2002 | Hey Arnold!: The Movie                                       | Coroner (voz)                       |                                    |
| 2003 | Haunted Lighthouse                                           | Cap'n Jack                          | Cortometraje                       |
| 2004 | Admissions                                                   | Stewart Worthy                      |                                    |
| 2005 | Here Comes Peter Cottontail: The Movie                       | Seymour S. Sassafrass (voz)         |                                    |
| 2005 | Enfants terribles                                            | Reverendo Burr                      |                                    |
| 2005 | Bad Girls from Valley High                                   | Mr. Chauncey                        |                                    |
| 2007 | Flakes                                                       | Willie B                            |                                    |
| 2008 | Fly Me to the Moon                                           | Abuelo (voz)                        |                                    |
| 2008 | The Tale of Despereaux                                       | Hovis (voz)                         |                                    |
| 2009 | Call of the Wild                                             | 'Grandpa' Bill Hale                 |                                    |
| 2009 | Santa Buddies                                                | Stan Cruge                          |                                    |
| 2010 | Snowmen                                                      | The Caretaker                       |                                    |
| 2010 | Jack and the Beanstalk                                       | Director                            |                                    |
| 2010 | Piranha 3D                                                   | Mr. Goodman                         |                                    |
| 2011 | Love, Wedding, Marriage                                      | Dr. George                          |                                    |
| 2011 | Adventures of Serial Buddies                                 | Dr. Von Gearheart                   |                                    |
| 2011 | Snowflake, the White Gorilla                                 | Dr. Archibald Pepper (voz)          | Doblaje en inglés                  |
| 2012 | Foodfight!                                                   | Mr. Clipboard Dickens (voz)         |                                    |
| 2012 | Piranha 3DD                                                  | Mr. Goodman                         |                                    |
| 2012 | Delhi Safari                                                 | Pigeon (voz)                        | Doblaje en inglés                  |
| 2012 | The Oogieloves in the Big Balloon Adventure                  | Lero Sombrero                       |                                    |
| 2012 | Dead Before Dawn                                             | Horus Galloway                      |                                    |
| 2012 | Sid the Science Kid: The Movie                               | Dr. Bonanodon (voz)                 |                                    |
| 2012 | Last Call                                                    | Pete                                |                                    |
| 2012 | Los ilusionautas                                             | Profesor (voz)                      |                                    |
| 2013 | Jungle Master                                                | Dr. Wells (voz)                     |                                    |
| 2013 | Mickey Matson and the Copperhead Conspiracy                  | Abuelo Jack                         |                                    |
| 2014 | A Million Ways to Die in the West                            | Dr. Emmett Brown                    | Cameo                              |
| 2014 | The One I Wrote for You                                      | Pop                                 |                                    |
| 2014 | Sin City: A Dame to Kill For                                 | Kroenig                             |                                    |
| 2015 | 88                                                           | Cyrus                               |                                    |
| 2015 | Doc Brown Saves the World                                    | Dr. Emmett "Doc" Brown              | Cortometraje                       |
| 2016 | I Am Not a Serial Killer                                     | Crowley                             |                                    |
| 2016 | Donald Trump's The Art of the Deal: The Movie                | Dr. Emmett "Doc" Brown              |                                    |
| 2016 | Cold Moon                                                    | James Redfield                      |                                    |
| 2017 | Lower Bay                                                    | Clinton Jones                       |                                    |
| 2017 | Going in Style                                               | Milton                              |                                    |
| 2017 | Boundaries                                                   | Stanley                             |                                    |
| 2021 | Nobody                                                       | David Mansell                       |                                    |
| 2023 | Camp Hideout                                                 | Falco                               |                                    |
| 2024 | Self Reliance                                                | TBA                                 |                                    |

### Televisión
| Año       | Título                                                       | Rol                                         | Notas |
| --------- | ------------------------------------------------------------ | ------------------------------------------- | --- |
| 1976      | The Adams Chronicles                                         | Zar Alejandro                               | Episodio: "Chapter VIII: John Quincy Adams, Secretary of State"                                                   |
| 1978      | Lacy and the Mississippi Queen                               | Jennings                                    | Película para televisión                                                                                          |
| 1978      | The Word                                                     | Hans Bogardus                               | Miniserie de televisión                                                                                           |
| 1978–1979 | Barney Miller                                                | Arnold Scully / Vincent Carew               | 2 episodios |
| 1978–1983 | Taxi                                                         | Reverendo Jim Ignatowski                    | 84 episodios |
| 1979      | The Fantastic Seven                                          | Skip Hartman                                | Película para televisión                                                                                          |
| 1982      | Best of the West                                             | The Calico Kid                              | 3 episodios |
| 1982      | American Playhouse                                           | Paul                                        | Episodio: "Pilgrim, Farewell"                                                                                     |
| 1982      | Money on the Side                                            | Sargento Stampone                           | Película para televisión                                                                                          |
| 1983      | September Gun                                                | Jack Brian                                  | Película para televisión                                                                                          |
| 1984      | Cheers                                                       | Philip Semenko                              | 2 episodios |
| 1984      | Old Friends                                                  | Jerry Forbes                                | Película para televisión                                                                                          |
| 1984      | The Cowboy and the Ballerina                                 | Woody                                       | Película para televisión                                                                                          |
| 1985      | Street Hawk                                                  | Anthony Corrido                             | Episodio: "Pilot"                                                                                                 |
| 1986      | Amazing Stories                                              | Profesor B. O. Beanes                       | Episodio: "Go to the Head of the Class"                                                                           |
| 1987      | Tales from the Hollywood Hills: Pat Hobby Teamed with Genius | Pat Hobby                                   | Película para televisión                                                                                          |
| 1990      | The Earth Day Special                                        | Dr. Emmett Brown                            | Especial de televisión                                                                                            |
| 1991–1992 | Back to the Future: The Animated Series                      | Dr. Emmett Brown                            | 26 episodios |
| 1992      | T Bone 'N' Weasel                                            | William "Weasel" Weasler                    | Película para televisión                                                                                          |
| 1992      | Dead Ahead: The Exxon Valdez Disaster                        | Frank Iarossi                               | Película para televisión                                                                                          |
| 1992      | Road to Avonlea                                              | Alistair Dimple                             | Episodio: "Another Point of View"                                                                                 |
| 1994      | In Search of Dr. Seuss                                       | Mr. Hunch                                   | Película para televisión                                                                                          |
| 1995      | Fallen Angels                                                | The Continental Op                          | Episode: "Fly Paper"                                                                                              |
| 1995      | Rent-a-Kid                                                   | Lawrence 'Larry' Kayvey                     | Película para televisión                                                                                          |
| 1995–1997 | Deadly Games                                                 | Jordan Kenneth Lloyd/Sebastian Jackal       | 13 episodios |
| 1996      | The Right to Remain Silent                                   | Johnny Benjamin                             | Película para televisión                                                                                          |
| 1997      | Quicksilver Highway                                          | Aaron Quicksilver                           | Película para televisión                                                                                          |
| 1997      | Angels in the Endzone                                        | Al "The Boss" Angel                         | Película para televisión                                                                                          |
| 1998      | The Ransom of Red Chief                                      | Sam Howard                                  | Película para televisión                                                                                          |
| 1999      | Spin City                                                    | Owen Kingston                               | Episodio: "Back to the Future IV"                                                                                 |
| 1999      | Alice in Wonderland                                          | El caballero blanco                         | Película para televisión                                                                                          |
| 1999      | It Came from the Sky                                         | Jarvis Moody                                | Película para televisión                                                                                          |
| 2001      | The Tick                                                     | Mr. Fishladder                              | Sin acreditar Episodio: "Pilot"                                                                                   |
| 2001      | On The Edge                                                  | Attorney Bum                                | Película para televisión                                                                                          |
| 2001      | Wit                                                          | Dr. Harvey Kelekian                         | Película para televisión                                                                                          |
| 2001      | Chasing Destiny                                              | Jet James                                   | Película para televisión                                                                                          |
| 2001      | When Good Ghouls Go Bad                                      | Uncle Fred Walker                           | Película para televisión                                                                                          |
| 2002–2015 | Cyberchase                                                   | Hacker (voz)                                | 104 episodios |
| 2002      | Malcolm in the Middle                                        | Walter Wilkerson                            | Episodio "Family Reunion"                                                                                         |
| 2002      | Historias de la tele                                         | Doc Powers                                  | Película para televisión                                                                                          |
| 2003      | Ed                                                           | Burt Kiffle                                 | Episodio: "The Move"                                                                                              |
| 2003      | Tremors                                                      | Dr. Cletus Poffenberger                     | 3 episodios |
| 2004      | The Grim Adventures of Billy & Mandy                         | Snail (voz)                                 | Episodio: "Dumb Luck"                                                                                             |
| 2004      | I Dream                                                      | Profesor Toone                              | 4 episodios |
| 2004–2005 | Clubhouse                                                    | Lou Russo                                   | 11 episodios |
| 2005      | The West Wing                                                | Profesor Lawrence Lessig                    | Episodio: "The Wake Up Call"                                                                                      |
| 2005      | King of the Hill                                             | Smitty (voz)                                | Episodio: "Care-Takin' Care of Business"                                                                          |
| 2005      | El detective de Arthur Hailey                                | Anderson in Launderette                     | Película para televisión                                                                                          |
| 2005–2006 | Stacked                                                      | Harold March                                | 19 episodios |
| 2006      | Masters of Horror                                            | Everett Neely                               | Episodio: "Valerie on the Stairs"                                                                                 |
| 2006      | A Perfect Day                                                | Michael                                     | Película para televisión                                                                                          |
| 2007      | Numbers                                                      | Ross Moore                                  | Episodio: "Graphic"                                                                                               |
| 2008      | Live from Lincoln Center                                     | King Pellinore                              | Episodio: "Camelot"                                                                                               |
| 2008      | Law & Order: Criminal Intent                                 | Carmine                                     | Episodio: "Vanishing Act"                                                                                         |
| 2009      | Meteor                                                       | Profesor Daniel Lehman                      | 2 episodios |
| 2009      | Knights of Bloodsteel                                        | Tesselink                                   | 2 episodios |
| 2010      | Chuck                                                        | Dr. Leo Dreyfus                             | Episodio: "Chuck versus the Tooth"                                                                                |
| 2011      | Fringe                                                       | Roscoe Joyce                                | Episodio: "The Firefly"                                                                                           |
| 2011      | Family Practice                                              | Robert Passion Foote                        | Película para televisión                                                                                          |
| 2011–2013 | Robot Chicken                                                | Dr. Emmett Brown/Early Hacker/Schlomo (voz) | 2 episodios |
| 2012      | Dorothy and the Witches of Oz                                | Mago de Oz                                  | Película para televisión                                                                                          |
| 2012      | R.L. Stine's The Haunting Hour                               | Abuelo                                      | Episodio: "Grampires: Part 1"                                                                                     |
| 2012      | Anything But Christmas                                       | Harry                                       | Película para televisión                                                                                          |
| 2013      | Raising Hope                                                 | Dennis Powers                               | Episodio: "Credit Where Credit Is Due"                                                                            |
| 2013      | Psych                                                        | Martin Kahn                                 | Episodio: "100 Clues"                                                                                             |
| 2014      | The Michael J. Fox Show                                      | Director McTavish                           | Episodio: "Health"                                                                                                |
| 2014      | Blood Lake: Attack of the Killer Lampreys                    | Alcalde Akerman                             | Película para televisión                                                                                          |
| 2014      | Zodiac: Signs of the Apocalypse                              | Harry Setag                                 | Película para televisión                                                                                          |
| 2014      | Over the Garden Wall                                         | The Woodsman (voz)                          | 4 episodios |
| 2014–2015 | Granite Flats                                                | Profesor Stanfield Hargraves                | 12 episodios |
| 2015      | Los Simpson                                                  | Reverendo Jim Ignatowski (voz)              | Episodio: "My Fare Lady"                                                                                          |
| 2015      | Just in Time for Christmas                                   | Abuelo Bob                                  | Película para televisión                                                                                          |
| 2015      | Jimmy Kimmel Live!                                           | Dr. Emmett "Doc" Brown                      | Apareció interpretando a su personaje en el late show Episodio: "Michael J. Fox/Senador Bernie Sanders/Big Grams" |
| 2016      | The Big Bang Theory                                          | Theodore                                    | Episodio: "The Property Division Collision"                                                                       |
| 2017–2018 | 12 Monkeys                                                   | Zalmon Shaw                                 | 2 episodios |
| 2020      | NCIS                                                         | John Smith                                  | Episodio: "The Arizona"                                                                                           |
| 2021      | Rick y Morty                                                 | Rick Sanchez                                | Comercial promocional de la serie                                                                                 |
| 2023      | The Mandalorian                                              | Commissioner Helgait                        | Episodio: "Guns for Hire"                                                                                         |

### Videojuegos
| Año       | Título                         | Rol                    |
| --------- | ------------------------------ | ---------------------- |
| 1994      | Rescue the Scientists          | Teniente Jack Tempus   |
| 1996      | Toonstruck                     | Drew Blanc             |
| 2004      | Back to the Future Video Slots | Dr. Emmett "Doc" Brown |
| 2010–2011 | Back to the Future: The Game   | Dr. Emmett "Doc" Brown |
| 2015      | Lego Dimensions                | Dr. Emmett Brown       |
| 2015      | King's Quest                   | Rey Graham (anciano)   |
| 2020      | Kingdom Hearts III Re:Mind     | Maestro Xehanort       |